# Mordechai Comtino
Mordechai Comtino († um 1490 in Konstantinopel) war jüdischer Gelehrter, Talmudist und Mathematiker. Sein Hauptwerk war Keter Tora von 1460, ein Pentateuch-Kommentar im Anschluss an Ibn Esra.